# Terry Lovejoy
Terry Lovejoy (* 20. November 1966 in Brisbane in Queensland, Australien) ist ein australischer Informatiker und ein bekannter Amateurastronom.
Er ist unter Amateurastronomen für seine Modifikationen von Digitalkameras bekannt, mit denen er durch die Anpassung der eingebauten Filter diese Kameras für die Astrofotografie einsetzbar macht.
Am 27. November 2011 entdeckte er mit einer dieser Kameras den zur sogenannten Kreutz-Gruppe gehörenden Kometen C/2011 W3 (Lovejoy). Das war die erste Entdeckung eines solchen Kometen von einer bodengebundenen Station aus seit 40 Jahren.
Der durch Gordon J. Garradd entdeckte Asteroid (61342) Lovejoy wurde am 26. September 2007 auf Vorschlag des Entdeckers nach ihm benannt.

## Entdeckungen
Unter Zuhilfenahme seiner modifizierten Kameras entdeckte er sechs Kometen:
- C/2007 E2 (Lovejoy)
- C/2007 K5 (Lovejoy)
- C/2011 W3 (Lovejoy)
- C/2013 R1 (Lovejoy)
- C/2014 Q2 (Lovejoy)
- C/2017 E4 (Lovejoy)

| Personendaten    | Personendaten                                  |
| ---------------- | ---------------------------------------------- |
| NAME             | Lovejoy, Terry                                 |
| KURZBESCHREIBUNG | australischer Informatiker und Amateurastronom |
| GEBURTSDATUM     | 20. November 1966                              |
| GEBURTSORT       | Brisbane                                       |